# The Long and Winding Road
"The Long and Winding Road" é uma música composta por Paul McCartney e creditada a Lennon/McCartney, gravada pela banda britânica The Beatles no álbum Let It Be, de 1970.

## Posição nas paradas musicais
| Parada (1970)                             | Melhor posição |
| ----------------------------------------- | -------------- |
| Austrália (Go-Set National Top 60)        | 6              |
| Austrália (Kent Music Report)             | 7              |
| Bélgica (Ultratop 50 de Flandres)         | 8              |
| Canadá (RPM 100)                          | 1              |
| Países Baixos (Single Top 100)            | 11             |
| Nova Zelândia (Listener)                  | 3              |
| Suíça (Schweizer Hitparade)               | 8              |
| Estados Unidos (Billboard Hot 100)        | 1              |
| Estados Unidos (Billboard Easy Listening) | 2              |
| Estados Unidos (Cash Box Top 100)         | 1              |
| Alemanha Ocidental (Musikmarkt Singles)   | 26             |

| Parada (2021)    | Melhor posição |
| ---------------- | -------------- |
| LyricFind Global | 25             |

| Parada (1970)                       | Posição |
| ----------------------------------- | ------- |
| Canadá (RPM Top Singles)            | 11      |
| Estados Unidos (Billboard Year-End) | 41      |
| Estados Unidos (Cash Box Year-End)  | 36      |